# Emmett Till
Emmett Louis "Bobo" Till, född 25 juli 1941 i Chicago, Illinois, död 28 augusti 1955 (mördad) vid Tallahatchiefloden nära Money, Mississippi, var en afroamerikansk pojke från Chicago som mördades brutalt i Money, en liten stad i delstaten Mississippis deltaregion. Hans död har angivits vara en av huvudhändelserna som radikaliserade den växande medborgarrättsrörelsen i USA. De huvudmisstänkta släpptes, men erkände senare att de hade begått brottet.
Modern insisterade på att begravningen skulle vara offentlig och med öppen kista, för att låta alla se hur brutalt han hade mördats. Han hade blivit skjuten, slagen och fått sitt öga utslitet innan han slängdes i Tallahatchiefloden med en 34 kilo tung del av en bomullsrensningsmaskin fäst i nacken med taggtråd. Hans kropp återfanns tre dagar senare av två fiskare.
Till är i dag begravd på Burr Oaks kyrkogård i Alsip. Mordutredningen återupptogs officiellt i maj 2004, då kroppen grävdes upp för att man skulle kunna utföra en obduktion. Kroppen begravdes igen av familjen senare samma vecka.

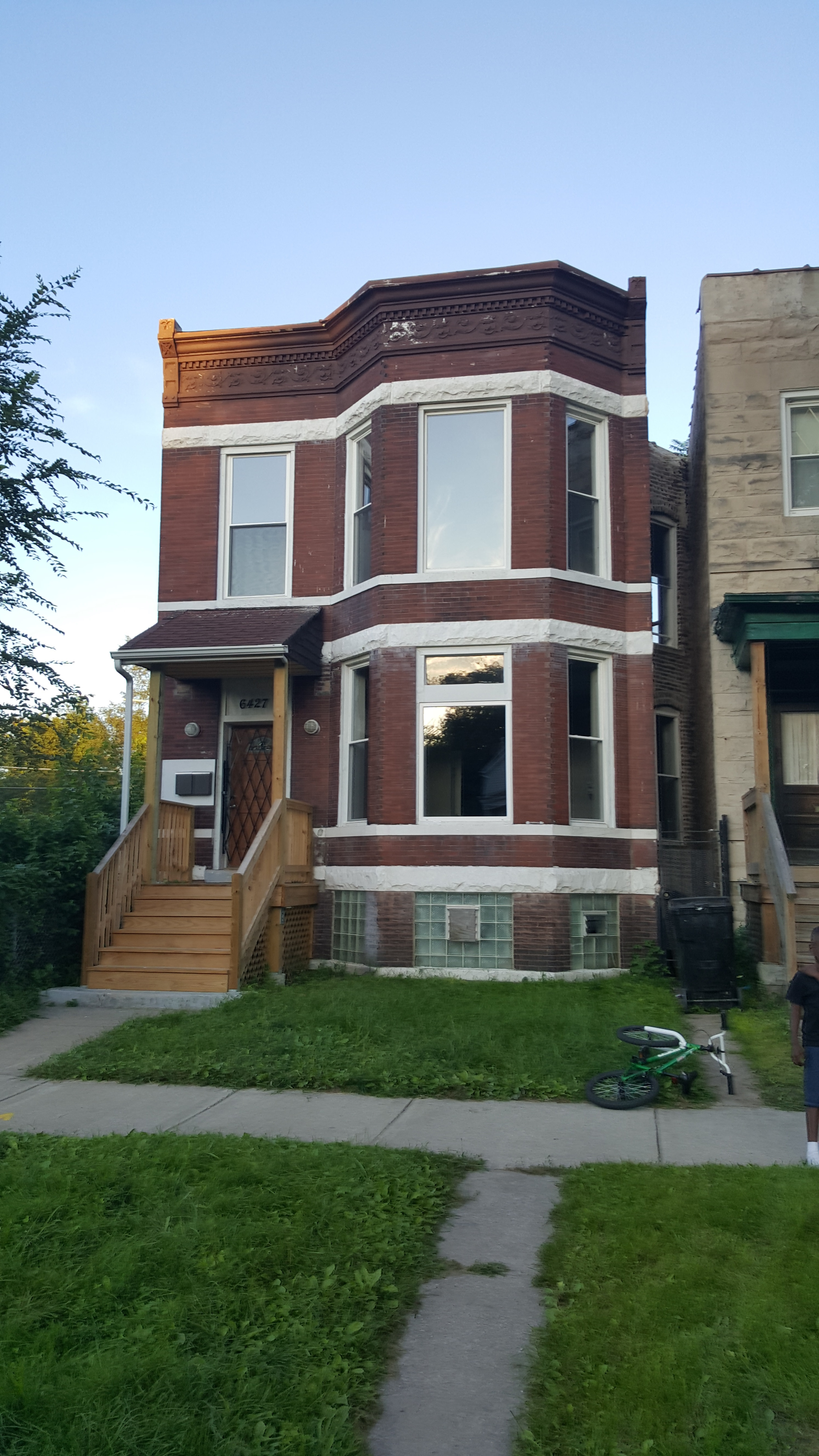
Huset där Till bodde tillsammans med sin mor 1955.

## Bakgrund
Emmett Till var son till Mamie Till och Louis Till. Emmetts mors föräldrar hette John och Alma Carthan och bodde i Webb i Mississippis deltaregion. När Mamie Till var två år gammal, flyttade hon och hennes familj till Illinois. Emmetts föräldrar separerade 1942 och Mamie Till uppfostrade i stort sett sonen Emmett ensam.
Emmetts far, Louis Till, inkallades till militären 1943. Under sin tjänstgöring i Italien dömdes han för våldtäkt av två kvinnor och mord på en tredje. Han avrättades av militären, genom hängning, nära Pisa i juli 1945. Före mordet på Emmett Till var Till-familjen ovetande om detta; de visste endast att Louis hade dödats på grund av "egensinnigt uppträdande" ("willful misconduct"). Hans avrättning var relativt okänd fram till några veckor före rättegången mot Roy Bryant och J.W. Milam – Emmetts misstänkta mördare – då den rassegregationistiske senatorn James Eastland spred ryktet i ett försök att få opinionen fientligt inställd till Till-familjen. Antydningen var att det kriminella beteendet låg i Till-familjens naturliga beteende.

### Föregående händelser
År 1955 skickades Till och hans kusin till Emmetts Tills farbror, Moses Wright, över sommaren. Han bodde i Money, Mississippi (en annan liten stad i deltat). Innan han reste iväg varnade hans mor honom och sade åt honom att "uppföra sig" inför vita människor. Han försäkrade henne att han hade förstått.
Tills mor förstod att rasrelationerna i Mississippi var mycket annorlunda, jämfört med hur de var i Chicago. Det hade förekommit många lynchningar i delstaten under söderns lynchningsperiod (ungefär 1876–1930), och rasistiskt motiverade mord förekom fortfarande, särskilt i deltaregionen dit Till skulle. Rasmässiga spänningar var också starka efter USA:s högsta domstols beslut i fallet Brown v. Board of Education 1954. I korthet gick beslutet ut på att segregerade allmänna skolor stred mot fjortonde tillägget i USA:s konstitution som bland annat fastslår att ingen amerikansk medborgare ska berövas sitt liv, frihet eller ägodelar utan rättslig prövning, samt att alla ska behandlas och skyddas lika av lagen. Resultatet blev att samtliga amerikanska delstater måste upphöra med segregationen i den allmänna skolundervisningen.
Till anlände den 21 augusti. Den 24 augusti följde han med några andra unga tonåringar för att köpa godis och läsk vid Bryant's Grocery and Meat Market. Tonåringarna var barn till plantagearbetare och hade plockat bomull hela dagen. Butiken ägdes av ett par, Roy Bryant och Carolyn Bryant, som mestadels sålde varor till lokala plantagearbetare. Tills kusin och flera andra svarta ungdomar, alla under 16 år, var med Till i butiken. Till hade tidigare visat dem fotografier från sitt liv hemma, exempelvis ett på honom med hans vita flickvän. Pojkarna trodde inte på att han hade en vit flickvän så de utmanade honom att prata med någon vit kvinna i butiken.
När Till lämnade butiken sade han "Bye, baby", till Carolyn Bryant, en gift vit kvinna. Hon reste sig och rusade ut till sin bil. Pojkarna blev vettskrämda då de trodde att hon skulle hämta en pistol, och sprang iväg. När kvinnans make fick reda på detta flera dagar senare, blev han väldigt arg. Tills kusin, Wheeler Parker, Jr., som var med honom i butiken, hävdar att Till inte gjorde någonting annat än att vissla på kvinnan; "Han älskade upptåg, han älskade roliga saker, han älskade skämt... folk i Mississippi tyckte inte att de skämten var roliga." Carolyn Bryant hävdade senare att Till hade tagit tag i hennes midja och frågat om hon ville gå ut med honom. Hon menade också att den unge mannen hade använt "icke-publicerbara" ord. Till stammade lätt och vissa har dragit slutsatsen att Bryant hörde fel.
Då den 24-årige Roy Bryant återvände från en utflykt, tre dagar efter hans frus möte med Till, verkar det som att alla kring Tallahatchie hade hört talas om händelsen, i alla möjliga versioner. Bryant bestämde sig för att han och hans halvbror, J.W. Milam, 36 år gammal, skulle träffas klockan 02.00 samma söndag för att "lära pojken en läxa".

### Mordet
Kring klockan 00.30 den 27 augusti kidnappade Bryant och hans halvbror, J.W. Milam, Emmett Till från dennes farbrors hus. Enligt vittnen körde de honom till ett övergivet skjul vid ett plantage vid Sunflower, där de brutalt misshandlade, och sedan sköt honom. Maskindelen kring hans nacke var till för att sänka hans kropp, som de kastade i Tallahatchiefloden nära Glendora, en liten bomullsstad, norr om Money.
Bröderna och polisen försökte övertyga människor om att Emmett var i Chicago och att den misshandlade pojken var någon annan. Man kunde identifiera honom endast genom ringen på hans finger, som hade varit hans fars. Hans mor hade givit honom den innan han reste från Money. Bröderna misstänktes snart för pojkens försvinnande, och arresterades den 29 augusti, efter att ha tillbringat natten hos släktingar i Ruleville i Mississippi, några mil från brottsplatsen.
Båda männen erkände att de hade kidnappat pojken från hans farbrors gård, men hävdade att de hade släppt honom samma natt. Ryktet om Tills försvinnande spreds och efter en kort tid involverade sig bland annat NAACP-medborgarrättsledaren Medgar Evers och Amzie Moore, som var ledare för en församling i Bolivar County, medborgarrättsveteran och medlem i både Regional Council of Negro Leadership (RCNL) och NAACP. De kamouflerade sig som bomullsplockare och arbetade på fälten för att samla information om fallet. Efter att ha samlat bevismaterial i form av berättelser från svarta arbetare, kunde Amzie Moore konstatera att vita människor hade mördat och lynchat över 2 000 svarta genom åren, för att därefter slänga deras kroppar i deltats olika träsk och floder. Vissa menade att Tills släktingar gömde honom av rädsla, eller att han hade skickats tillbaka till Chicago.
Moses Wright, som var vittne till Tills kidnappning, talade om för sheriffen att en person som lät som en kvinna, hade identifierat Till, varefter männen hade tagit honom och kört iväg. Bryant och Milam hävdade senare att de insett att de hade tagit fel person och svor inför sheriffen George Smith att de hade släppt honom. De skulle senare ta tillbaka sin historia och erkänna, efter att de hade friats.
I en ledare från fredagen den 2 september, skrev Greenville-journalisten Hodding Carter att "folk som är skyldiga till sådana här barbariska brott borde åtalas för de grövsta brottsrubriceringarna som lagen tillåter", vilket var ovanligt modigt skrivet för en Mississippi-journalist på den tiden.

### Begravning
Sedan Tills vanställda kropp påträffats, lades den i en furulåda och skulle begravas, men Mamie Till ville att kroppen skulle transporteras till Chicago. En obduktionsläkare arbetade hela natten med att förbereda kroppen så gott han kunde för att Mamie skulle kunna få kroppen tillbaka till Chicago.
Chicagos begravningsbyrå hade beslutat sig för att inte öppna kistan, men Mamie Till bestred deras beslut. Sedan delstaten Mississippi meddelat att de inte skulle tillåta en öppen kista, hotade Mamie med att öppna den själv och insisterade på att hon hade rätt att få se sin son. Efter att ha sett kroppen insisterade hon även på att lämna den öppen under begravningen och tillåta människor att ta fotografier. Hon ville att folk skulle se hur brutalt Emmett hade mördats. Nyhetsfotografier av Tills vanställda lik spreds runt i hela USA, exempelvis i tidningen Jet, vilket skapade enorma reaktioner. Vissa rapporter visar att uppemot 50 000 människor såg bilden.
Emmett Till begravdes den 6 september på Burr Oaks kyrkogård i Alsip. Senare samma dag åtalades Bryant och Milam.

### Rättegång
När Mamie Till anlände till Mississippi för att vittna vid rättegången, bodde hon hos T.R.M. Howard, i den helt svartbefolkade staden Mound Bayou. Förutom Mamie bodde även svarta journalister som Clotye Murdock Larsson, nyckelvittnen och kongressmannen Charles Diggs från Michigan, hos Howard. Howard var en framträdande medborgarrättsledare och en av de mest välbärgade svarta personerna i delstaten.
Dagen före rättegången besökte Frank Young, en svart jordbruksarbetare, Howard. Han hävdade att han hade information som tydde på att Milam och Bryant hade fått hjälp med brottet. Youngs påstående satte igång en undersökning som ledde till ett oväntat samarbete mellan det lokala rättsväsendet, NAACP, RCNL, svarta journalister och lokala reportrar. Rättegången inleddes den 19 september. Mose Wright, Emmetts farbror, var ett av huvudvittnena. Under sitt vittnesmål pekade han på en av de misstänkta mördarna och sade "Dar he", för att peka ut mannen som hade dödat hans systerson.
Ett annat av åklagarsidans huvudvittnen var Willie Reed, en 18-årig skolpojke som bodde på en plantage i närheten av Drew, Mississippi. Åklagaren hade hittat honom under den undersökning som inletts efter Youngs information. Reed vittnade om att han hade sett en pickup-bil utanför ett redskapsskjul nära Drew, som ägdes av J.W. och Roy Bryants bror Leslie Milam. Han hävdade att fyra vita personer, bland dessa J.W. Milam, satt i förarhytten, och att tre svarta personer satt på flaket samt att en av dessa var Till. När bilen kört in i skjulet hörde han skrik som tydde på att misshandel pågick. Han kunde inte identifiera de två andra svarta personerna på flaket.
Den 23 september 1955 frikände juryn, som bestod av tolv vita män, de misstänkta. Överläggningen pågick endast i 67 minuter; en av jurymedlemmarna sade senare att de hade tagit en drickpaus för att sträcka ut tiden över en timme, "för att det skulle se bra ut". Det snabba frikännandet upprörde folk i hela landet, och även i Europa, och snabbade på den nyfödda medborgarrättsrörelsen.

### Efter rättegången
I januari 1956 erkände J.W. Milam och Roy Bryant för journalisten William Bradford Huie i en tidningsartikel i Look Magazine, för vilken de hade betalats 4 000 dollar, att de hade dödat Till. De fruktade ingen ny rättegång för samma brott, på grund av det stadgande i USA:s konstitution (i det femte tillägget) som kallas "double jeopardy". Det förbjuder två åtal för samma identiska brott. Milam hävdade att de ursprungligen endast hade försökt skrämma Till genom att misshandla honom med en pistol och hota att kasta honom utför en klippa. Milam hävdade att Till aldrig visade någon fruktan, oavsett vad de gjorde mot honom. Han verkade aldrig tro att de faktiskt skulle döda honom utan vidhöll en trotsig attityd. Bröderna kände då att de inte hade något annat val än att döda honom, för att statuera ett exempel. I boken The Blood of Emmett Till erkände Carolyn Bryant att hon hade ljugit om att Till hade rört henne och trakasserat henne.

## Populärkultur
Mordet på Emmett Till berörde afroamerikaner, medborgarrättskämpar och andra djupt. Bland de konstnärliga arbeten som bygger på mordet kan nämnas nobelpristagaren Toni Morrisons första pjäs, Dreaming Emmett, dikter av Langston Hughes, Gwendolyn Brooks och Audre Lorde samt sånger som Bob Dylans "The Death of Emmett Till" och Emmylou Harris "My Name Is Emmett Till".